# Штайн, Георг
Георг Штайн (нем. Georg Stein, 17 апреля 1909 — 1980-е годы) — немецкий шахматист, мастер. Чемпион ГДР 1951 г.
Жил в Кобленце. Был многократным чемпионом города (впервые — в 1925 г. в возрасте 16 лет).
Пик спортивной активности приходится на 1-е послевоенное десятилетие.
О месте и точной дате смерти шахматиста сведений нет.
Наивысшим творческим достижением Г. Штайна считается его партия с Р. Тешнером из чемпионата Германии 1948 г.

## Спортивные результаты
| Год  | Город       | Соревнование         | + | −  | = | Результат | Место |
| ---- | ----------- | -------------------- | - | -- | - | --------- | ----- |
| 1948 | Эссен       | Чемпионат Германии   | 5 | 9  | 1 | 5½ из 15  | 12—14 |
| 1950 | Зёммерда    | Чемпионат ГДР        | 5 | 5  | 6 | 8 из 16   | 9—10  |
| 1951 | Шверин      | Чемпионат ГДР        | 9 | 3  | 5 | 11½ из 17 | 1     |
|      | Дюссельдорф | Чемпионат Германии   | 5 | 14 | 2 | 6 из 21   | 21    |
|      | Бухарест    | Международный турнир | 2 | 7  | 6 | 5 из 15   | 14—15 |
| 1953 | Йена        | Чемпионат ГДР        |   |    |   | 6½ из 11  | 6—11  |